# تپه موسی خان
تپه موسی‌خان مربوط به دوران‌های تاریخی پس از اسلام است و در شهرستان بهشهر، بخش مرکزی، روستای امام‌ده واقع شده و این اثر در تاریخ ۱۷ اسفند ۱۳۸۱ با شماره‌ی ثبت ۷۸۵۷ به‌عنوان یکی از آثار ملی ایران به ثبت رسیده است.
موسی‌خان لقب موسی اشرفی، نماینده دوره بیست و چهارم مجلس شورای ملی و یکی از خان‌های معاصر منطقه می‌باشد که این تپه در محدوده زمین‌های متعلق به وی قرار داشته و به همین دلیل امروزه به این نام شناخته می‌شود.